# 81-мм башня образца 1932 г.

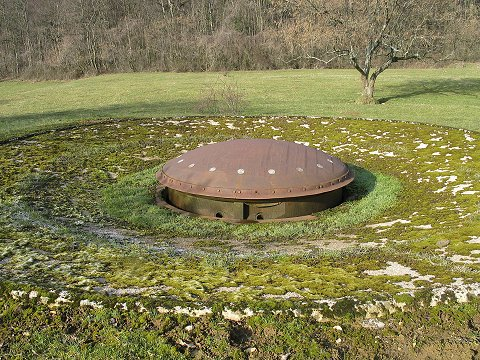
81-мм башня образца 1932 г. в поднятом (боевом) положении.

81-мм башня образца 1932 г. (La tourelle modèle 1932 pour deux pièces de 81 mm) — тип башенной ДОТ, которыми оснащались артиллерийские казематы линии Мажино. Представляет собой «скрывающуюся» модель башни, установленную на бетонной плите возле своего блока и вооруженной двумя 81- мм минометами образца 1932 года. Её роль заключалась в обеспечении плотной защиты близлежащего каземата (особенно фронтального) и также соседних казематов, атакуя навесным огнем огневыми недоступные для пулемётов и пушек участки.
Всего была установлена 21 81-мм башня из 152 башен всех моделей линии, все для Северо-Восточного фронта.

## Характеристики
Башня имеет внешний диаметр 2,35 метра и общую массу 125 тонн. Её подвижная часть может двигаться по вертикали с помощью противовеса (наподобие лифта), при этом вся система находится в равновесии и приводится в движение электродвигателем (марка Bréguet) или вручную. Попав в поднятое (боевое) положение, она выступает на 42 сантиметра выше поверхности обнажая амбразуру, но по большей части оставаясь полностью скрытой в стакане корпуса, что делало её малоуязвимой.
Броня была пракрически неуязвимой для полевой артиллерии — сталь толщиной 300 мм, как для крыши, так и для стенки (часть между крышей и поверхностью). После закрытия башни крыша опирается на стальные сегменты лобовой брони, утопавшие в бетонную плиту.

## Вооружение

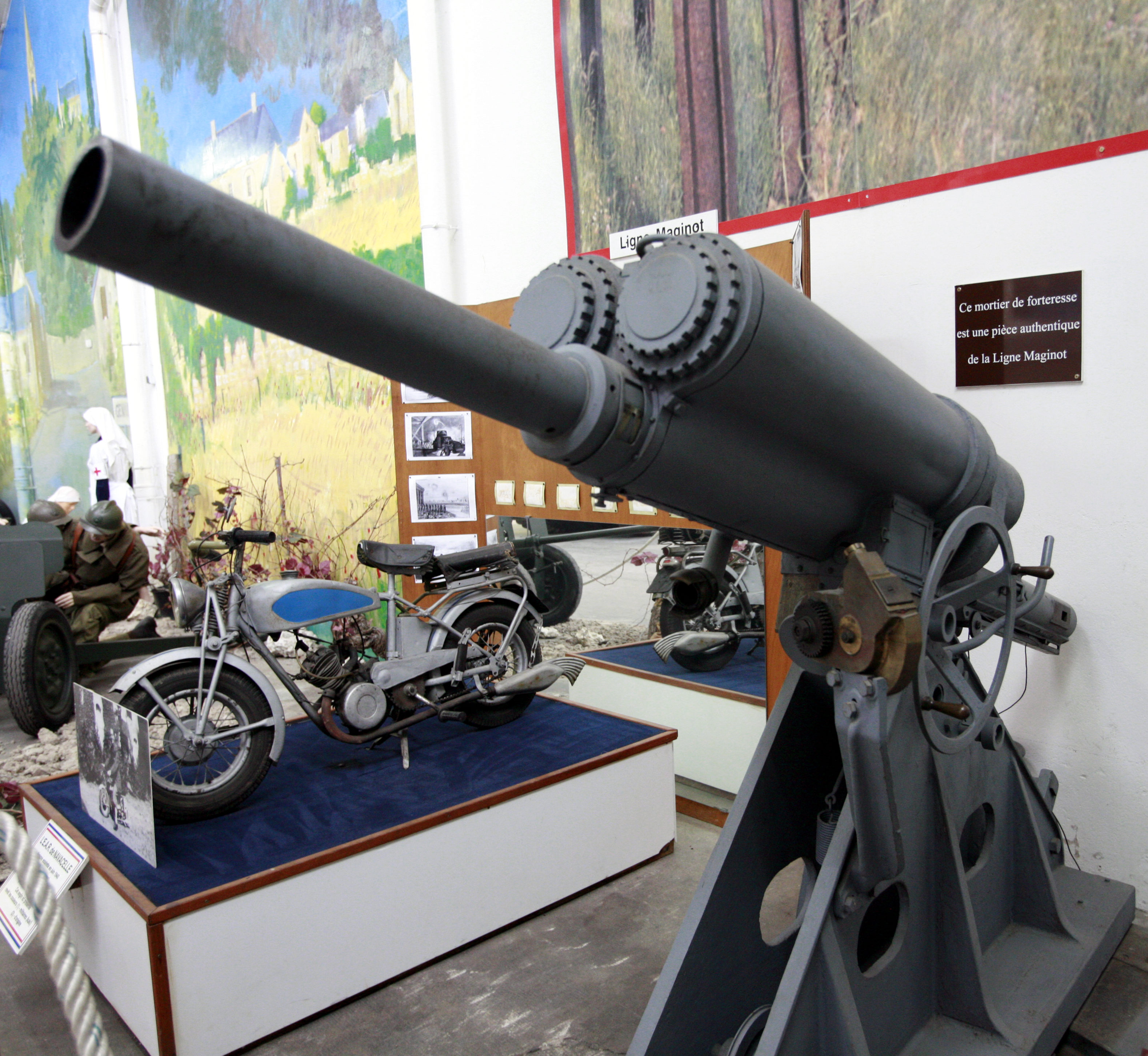
Одноствольный вариант применяемого казематного миномета
- Длина ствола: 1,575 м;
- Вес: 2000 кг;
- Дальнобойность: 3500 м;
- Эффективный радиус поражения 81 мм миной: 10 метров;
- Скорострельность: 15 выстрелов в минуту, в случае критической ситуации может быть увеличена вдвое.

Она была вооружена двуствольным (для большей надежности) т. н. «81- мм минометом образца 1932 года», со стволами установленными в тандеме на станке с двумя противооткатными устройствами (то есть каждый ствол имел свое устройство). Это традиционное по форме казнозарядное казематное орудие, но исполненное гладкоствольным под минометную мину калибра 81 мм (то есть Мортира-миномёт), созданную на основе 81- мм мины миномета модели 1927/31 года Стокса-Брандта N 1, которым оснащалась пехота, адаптированное к размерам башни и предназначенное для обстрела целей в складках местности и прочих труднодоступных местах. Его стволы имели фиксированный наклон под углом 45°, поэтому дальность стрельбы регулировалась навесом метательного заряда и системой из 18 вентиляционных отверстий в хвостовике мины. Максимальная дальность стрельбы — от 2400 (81- мм снарядом ТВС обр. 1932 г.) до 3600 м (81- мм снарядом ТВС обр. 1936 г.). Скорострельность может составлять до 13 выстрелов в минуту на единицу. Имелась распылительная система охлаждения с расходом воды в 50 литров в день.
Нацеливание осуществлялось непрямо (не было видимого прицела) по информации, поступающей начальнику башни. Связь между казематами осуществлялась по телефону, между начальством блока и башней — по машинному телеграфу (система скопирована с применяемой в ВМФ), а между начальником башни и боевым отделением осуществлялось акустической трубой или передатчиком.

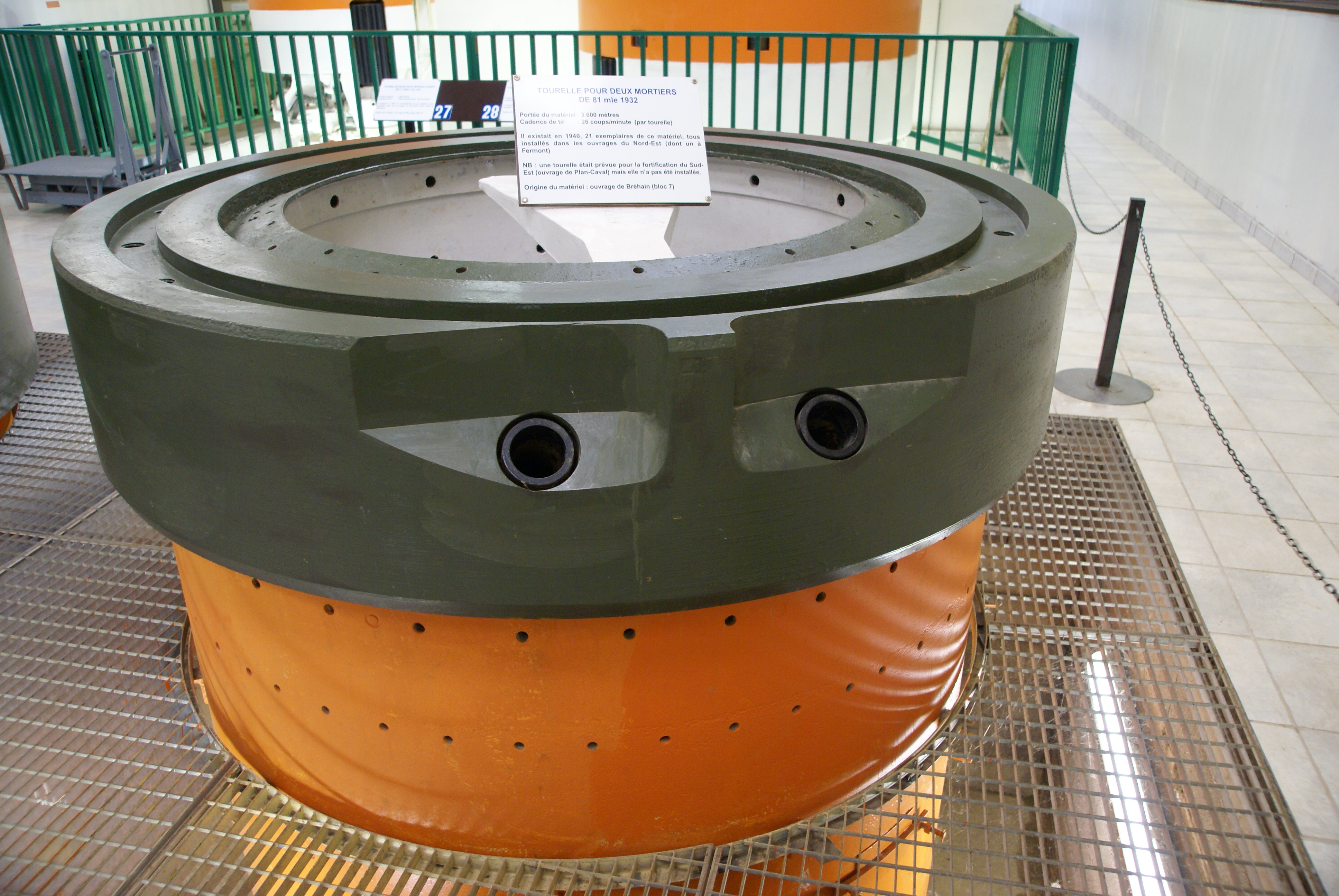
Выделяемые оружием пороховые газы отводились через выхлопную трубу наружу

На промежуточном этаже находился магазин боекомплекта запас которого для башни составлял 600 мин калибра 81 мм. Питание башни боеприпасами осуществлялось с помощью лифта, которая поднимал мину в горизонтальном положении на верхний этаж (боевую отделение башни) и укладывал его в механизм, который простым движением рычага досылал его вперед в казенник орудия.
Выделяемые оружием пороховые газы отводились через выхлопную трубу наружу, при этом башня находилась под небольшим избыточным давлением

## Расчет
Расчет минометной башни был разделен на три команды: дозорную, вспомогательную (пикетную) и резервную. ДОТ занимают две команды, а третья 24 часа отдыхала в казармах сооружения. Вахтенная группа постоянно находилась на боевых постах, вспомогательная группа занималась хозяйством или отдыхала вне боевой готовности.
Для полноценного обслуживания 81-мм башни в боевой обстановке требовалась команда из примерно двадцати человек: шесть унтер-офицеров и пятнадцать человек обслуги (боевая команда состоит из дежурной команды и вспомогательной боевой команды). В дежурной обстановке в состав сокращенной команды входят два унтер-офицера ((на верхнем этаже непосредственно у минометной установки)) и семь служащих (дежурная команда обслуживала только один из двух минометов).
Боевая команда делится на унтер-офицера и расчет (стрелков) в боевом помещении (второй сверху этаж), четырёх унтер-офицеров (прапорщика, отвечающего за башню, интенданта, отвечающего за части, бригадира). дополнительного стрелка и бригадир-ремесленника) и одиннадцать других служащий (два стрелка (помощники), снабженец, номер расчета укладывающий готовые мины в штабеля, и восемь подносчиков боеприпасов), унтер-офицера (с должностью бригадира: то есть начальника секции) и двух техников.

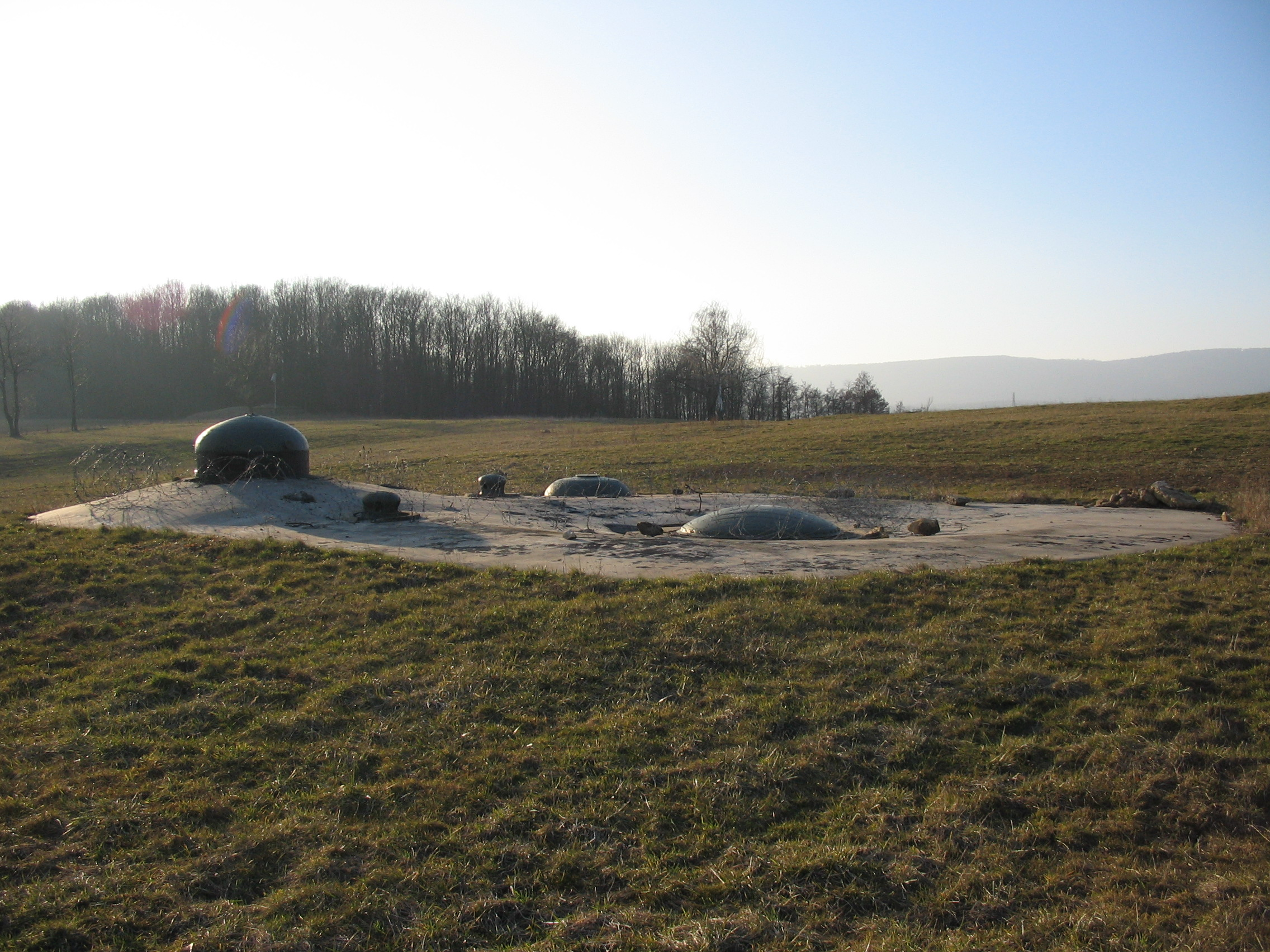
Форт Шененбург, элемент линии Мажино. Блок 5.
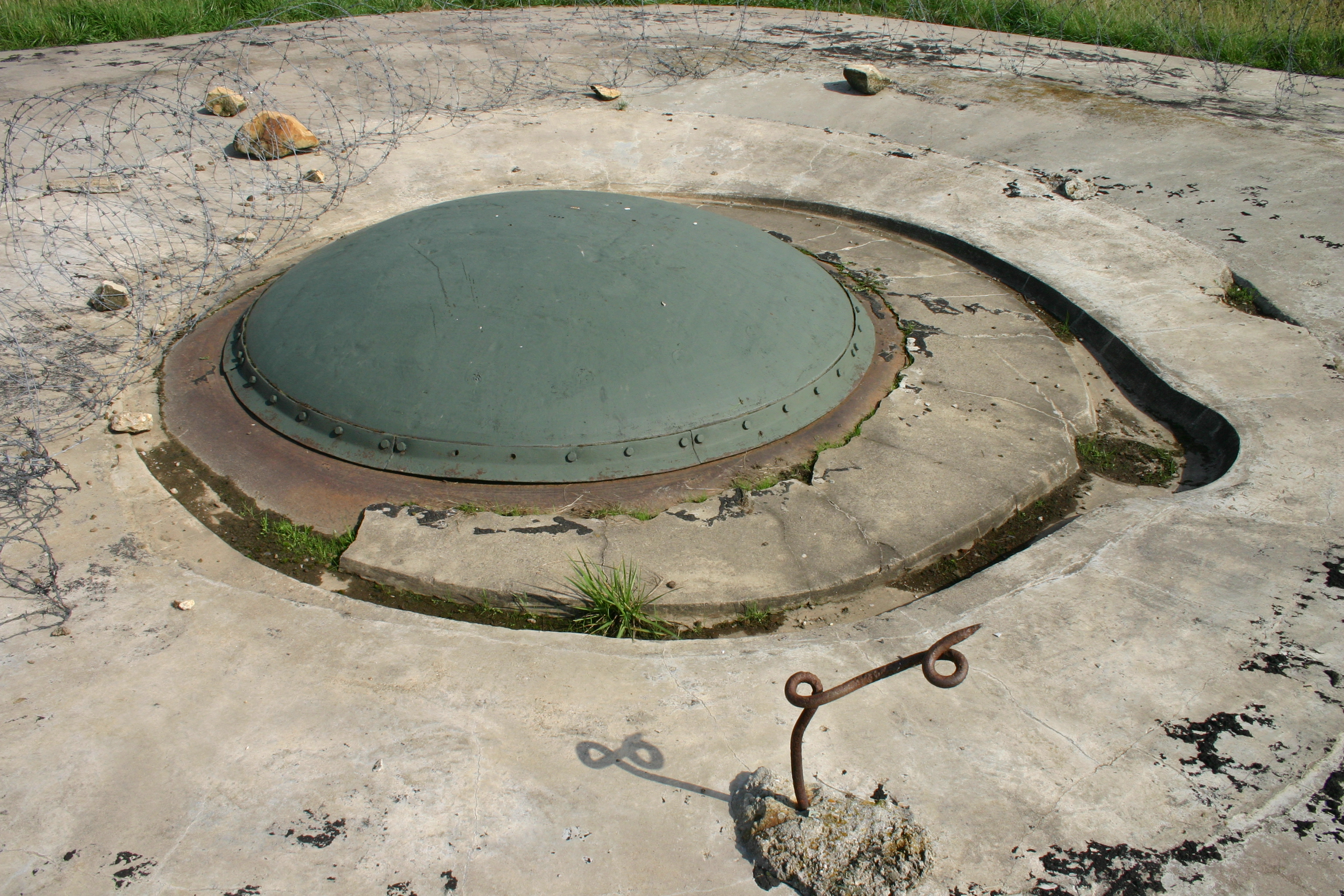
Форт Шененбург, элемент линии Мажино. Блок 5.
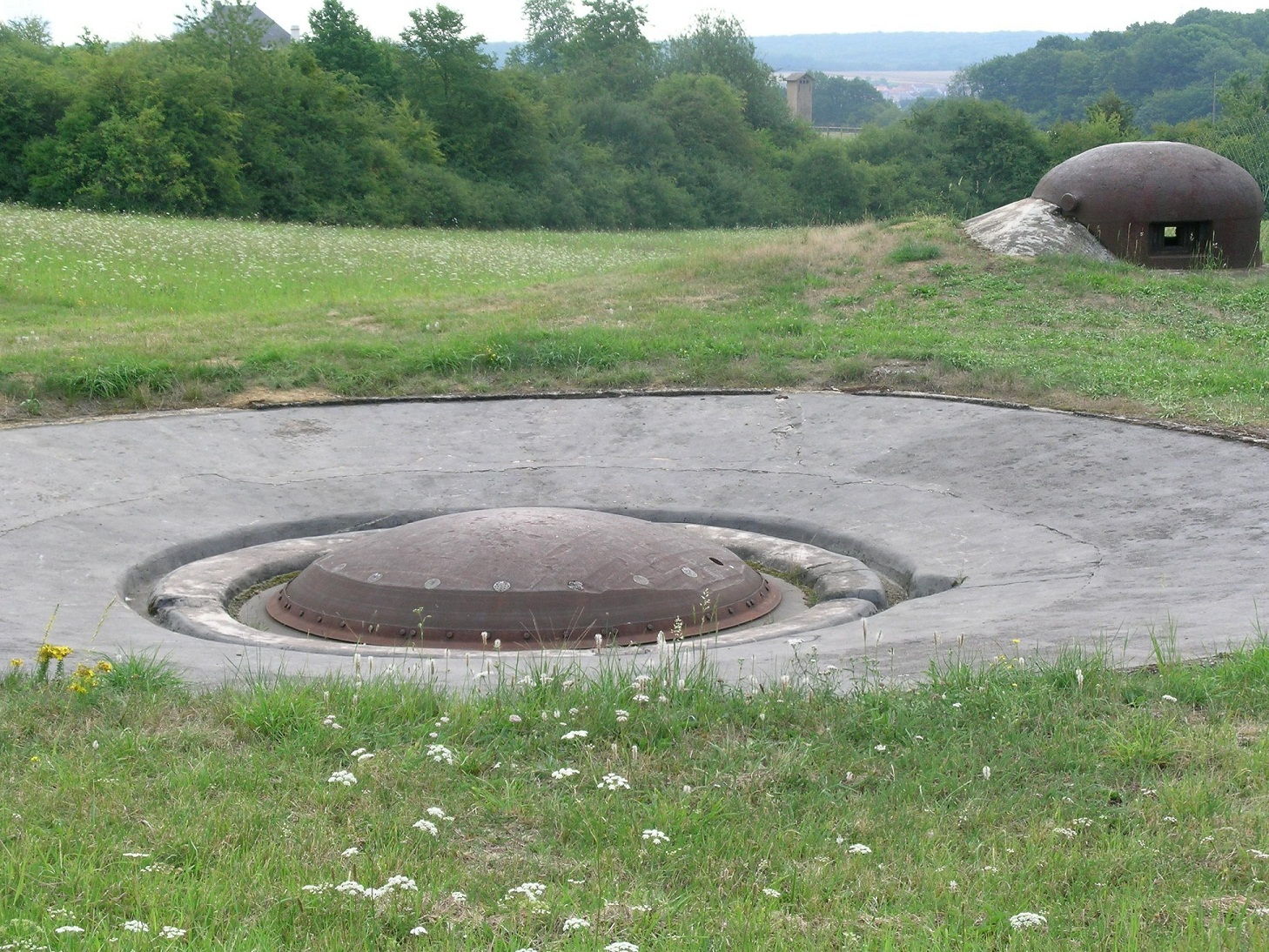
Башня, защищенная куполом "ГФМ" ( сооружение Иммерхоф , блок 3).
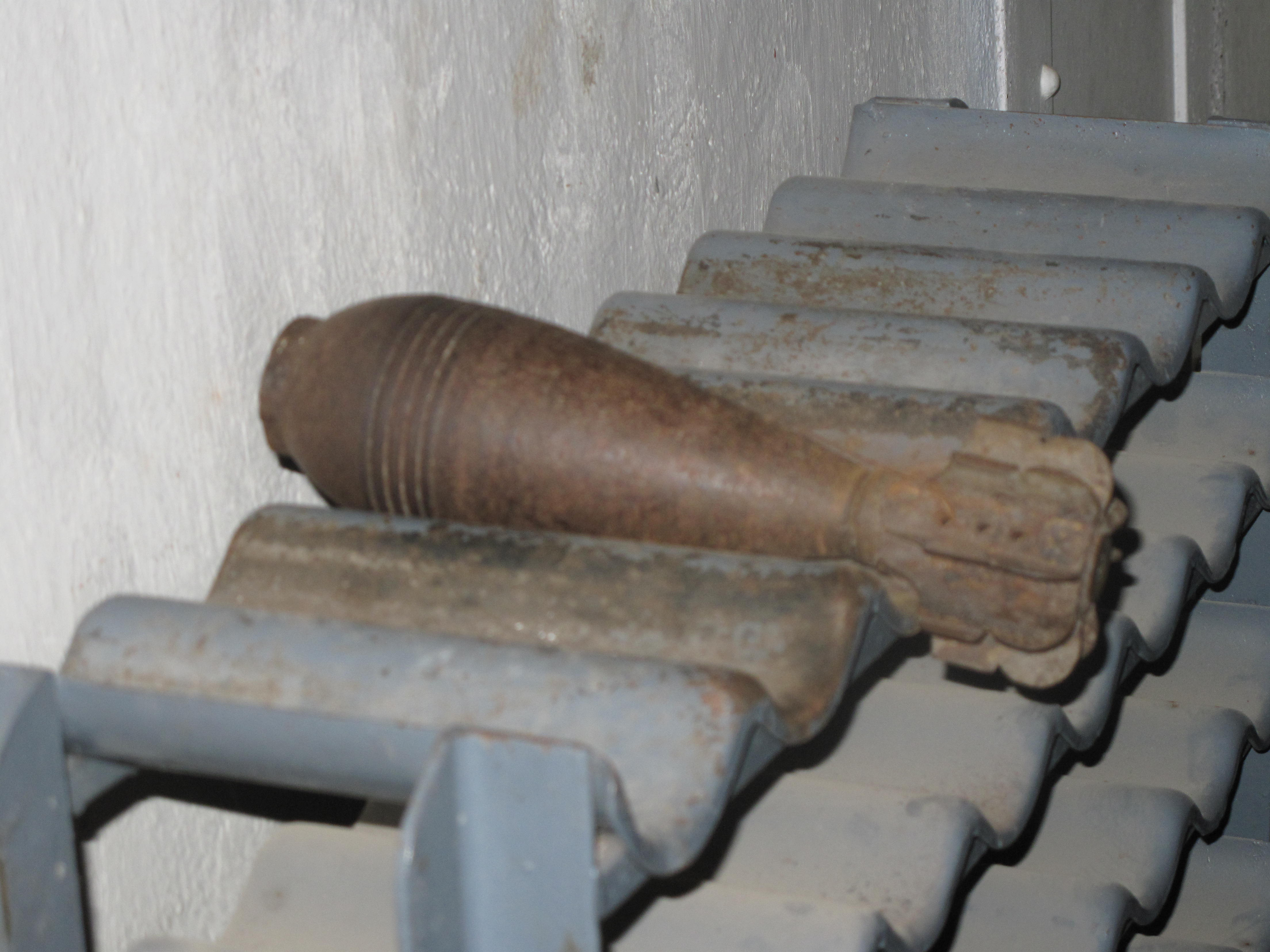
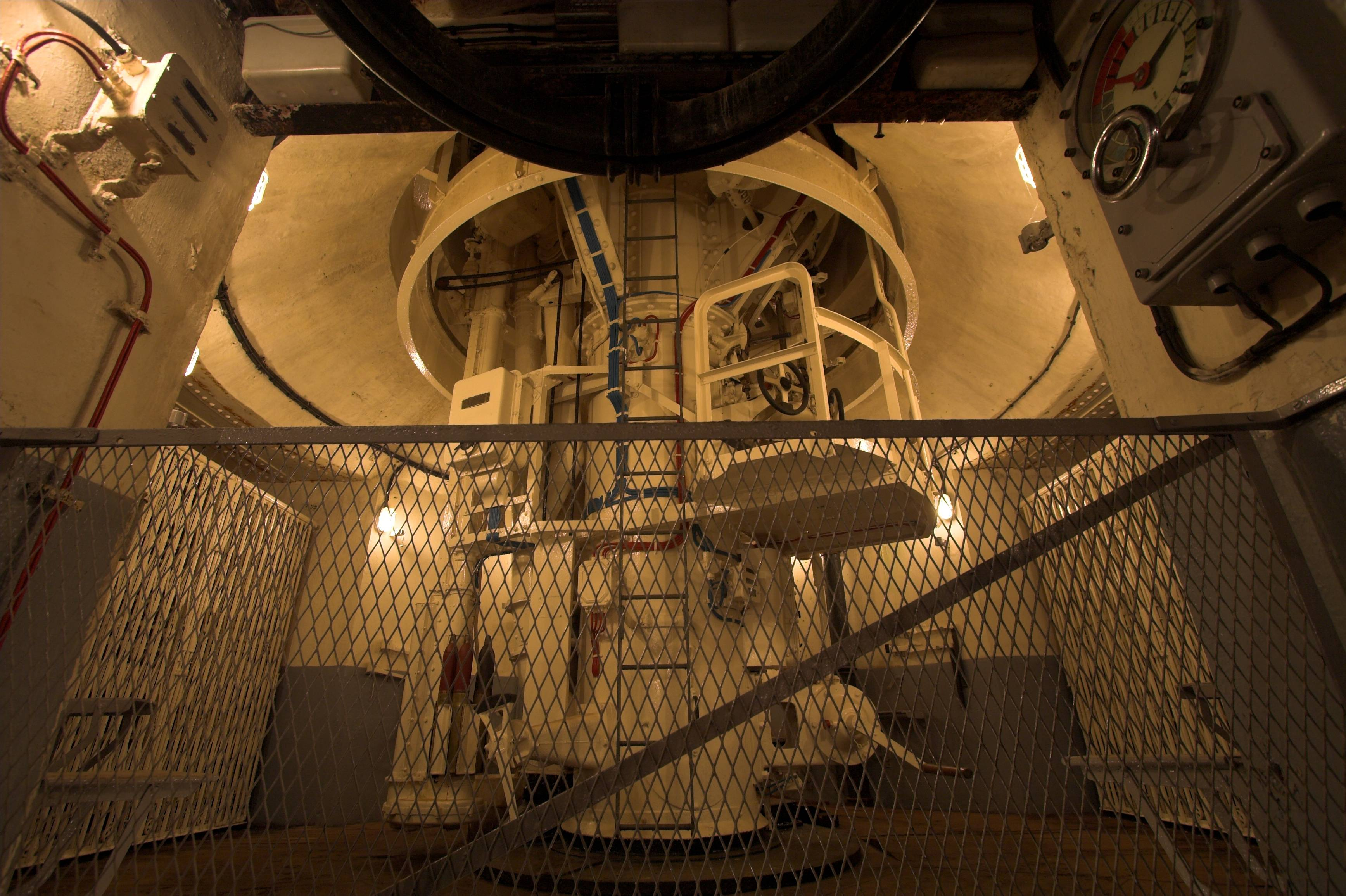
Схема артиллерийского блока с изображением башенной огневой системы.
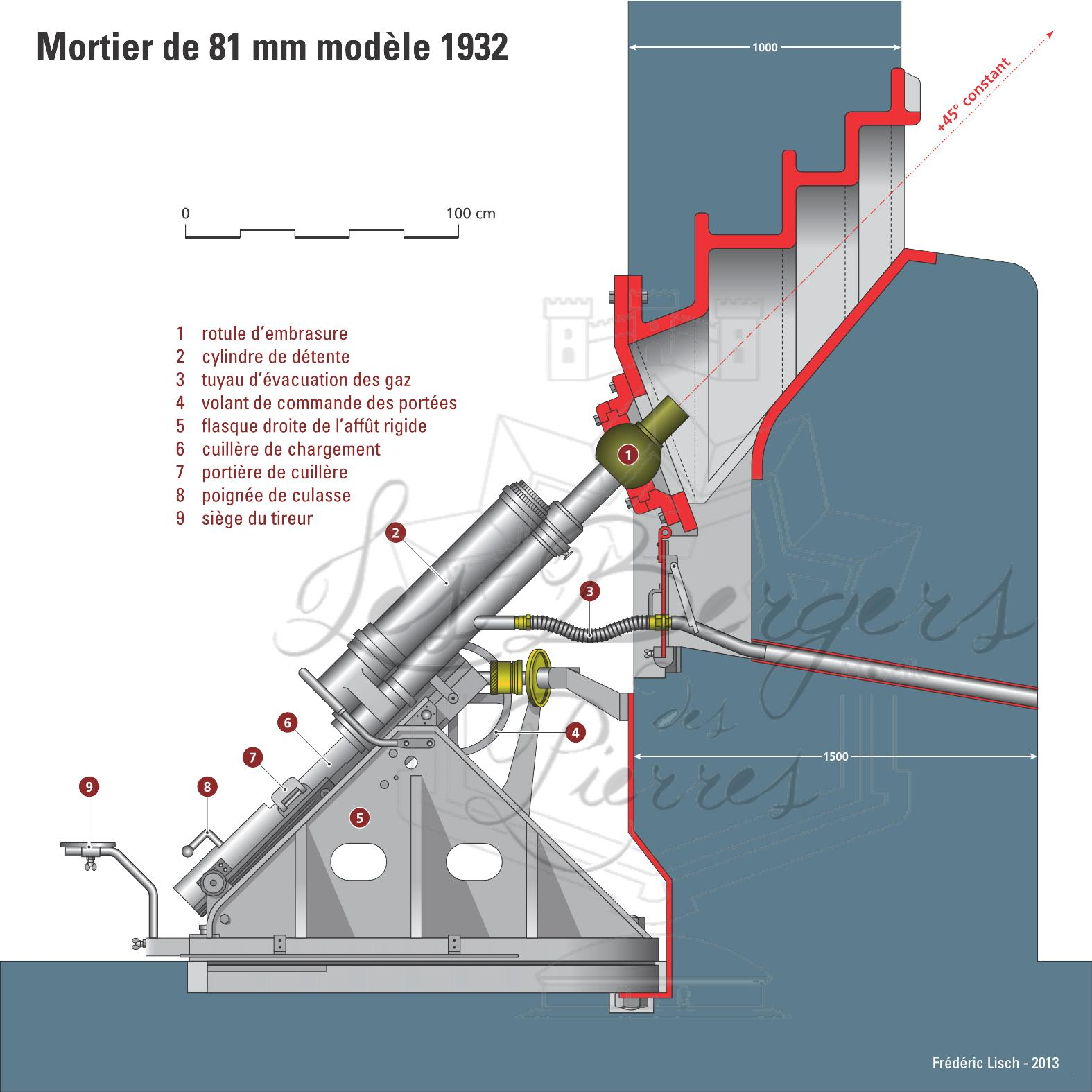